# 琴立山兼滋
琴立山 兼滋（ことたてやま かねしげ、1952年3月15日 - ）は、富山県富山市出身で佐渡ヶ嶽部屋に所属した元大相撲力士。本名は高井 重明（たかい しげあき）。187cm、112kg。最高位は西十両7枚目。得意技は突き、左四つ、上手投げ。

## 経歴
1967年9月場所に初土俵、1976年11月場所で新十両。長身を活かした左四つからの上手投げを得意としたが、腰痛を患っていたこともあって立ち合いが甘く、十両中位の壁を破れなかった。1981年3月場所限りで廃業。

## 主な成績
- 通算成績：322勝317敗 勝率.504
- 十両成績：56勝79敗 勝率.415
- 現役在位：82場所
- 十両在位：9場所

### 場所別成績
| | 一月場所 初場所（東京） | 三月場所 春場所（大阪） | 五月場所 夏場所（東京） | 七月場所 名古屋場所（愛知） | 九月場所 秋場所（東京） | 十一月場所 九州場所（福岡） |
| --- | ----------------------- | ----------------------- | ----------------------- | --------------------------- | ----------------------- | --------------------------- |
| 1967年 （昭和42年） | x                       | x                       | x                       | x                           | （前相撲）              | 西序ノ口17枚目 5–2          |
| 1968年 （昭和43年） | 西序二段82枚目 2–5      | 東序二段100枚目 4–3     | 東序二段69枚目 2–5      | 西序二段89枚目 5–2          | 西序二段34枚目 4–3      | 西序二段14枚目 3–4          |
| 1969年 （昭和44年） | 西序二段22枚目 5–2      | 東三段目85枚目 2–5      | 西序二段7枚目 1–6       | 東序二段35枚目 5–2          | 西三段目85枚目 4–3      | 西三段目71枚目 3–4          |
| 1970年 （昭和45年） | 西三段目83枚目 5–2      | 東三段目46枚目 3–4      | 西三段目52枚目 4–3      | 東三段目32枚目 4–3          | 東三段目24枚目 2–5      | 西三段目42枚目 3–4          |
| 1971年 （昭和46年） | 東三段目53枚目 3–4      | 西三段目61枚目 3–4      | 西三段目68枚目 5–2      | 西三段目39枚目 4–3          | 西三段目23枚目 3–4      | 東三段目34枚目 5–2          |
| 1972年 （昭和47年） | 東三段目16枚目 4–3      | 東三段目9枚目 2–5       | 東三段目29枚目 5–2      | 東幕下58枚目 3–4            | 東三段目8枚目 3–4       | 西三段目14枚目 4–3          |
| 1973年 （昭和48年） | 西三段目3枚目 5–2       | 東幕下40枚目 3–4        | 東幕下46枚目 4–3        | 東幕下41枚目 4–3            | 東幕下34枚目 4–3        | 東幕下31枚目 4–3            |
| 1974年 （昭和49年） | 東幕下25枚目 3–4        | 西幕下32枚目 4–3        | 東幕下27枚目 4–3        | 東幕下24枚目 1–6            | 東幕下46枚目 4–3        | 東幕下40枚目 3–4            |
| 1975年 （昭和50年） | 東幕下54枚目 2–5        | 西三段目16枚目 4–3      | 西三段目5枚目 5–2       | 東幕下47枚目 3–4            | 東幕下59枚目 6–1        | 東幕下28枚目 5–2            |
| 1976年 （昭和51年） | 東幕下16枚目 5–2        | 東幕下8枚目 3–4         | 東幕下16枚目 5–2        | 東幕下7枚目 4–3             | 西幕下3枚目 6–1         | 東十両10枚目 6–9            |
| 1977年 （昭和52年） | 西幕下筆頭 4–3          | 東幕下筆頭 3–4          | 西幕下5枚目 4–3         | 東幕下3枚目 3–4             | 西幕下8枚目 6–1         | 西幕下2枚目 5–2             |
| 1978年 （昭和53年） | 東十両13枚目 8–7        | 西十両9枚目 7–8         | 東十両11枚目 9–6        | 西十両7枚目 5–10            | 西十両12枚目 6–9        | 西幕下3枚目 4–3             |
| 1979年 （昭和54年） | 西十両13枚目 3–12       | 東幕下12枚目 4–3        | 東幕下7枚目 5–2         | 西幕下筆頭 4–3              | 東十両12枚目 8–7        | 東十両11枚目 4–11           |
| 1980年 （昭和55年） | 東幕下7枚目 2–5         | 西幕下23枚目 3–4        | 西幕下30枚目 4–3        | 西幕下21枚目 4–3            | 西幕下14枚目 2–5        | 東幕下27枚目 4–3            |
| 1981年 （昭和56年） | 東幕下19枚目 1–6        | 東幕下48枚目 引退 3–4–0 | x                       | x                           | x                       | x                           |
| 各欄の数字は、「勝ち-負け-休場」を示す。 優勝 引退 休場 十両 幕下 三賞：敢=敢闘賞、殊=殊勲賞、技=技能賞 その他：★=金星 番付階級：幕内 - 十両 - 幕下 - 三段目 - 序二段 - 序ノ口 幕内序列：横綱 - 大関 - 関脇 - 小結 - 前頭（「#数字」は各位内の序列） |                         |                         |                         |                             |                         |                             |

## 改名歴
琴立山は9度改名している。
- 高井（たかい）1967年9月場所 - 1968年5月場所
- 富乃花（とみのはな）1968年7月場所 - 1968年11月場所
- 富の花（とみのはな）1969年1月場所
- 富乃花（とみのはな）1969年3月場所
- 富の花（とみのはな）1969年5月場所
- 富乃花（とみのはな）1969年7月場所 - 1969年9月場所
- 富の花（とみのはな）1969年11月場所 - 1971年1月場所
- 立山（たてやま）1971年3月場所 - 1975年3月場所
- 琴立山 兼滋（ことたてやま かねしげ）1975年5月場所 - 1981年3月場所